# Nikhil Banerjee

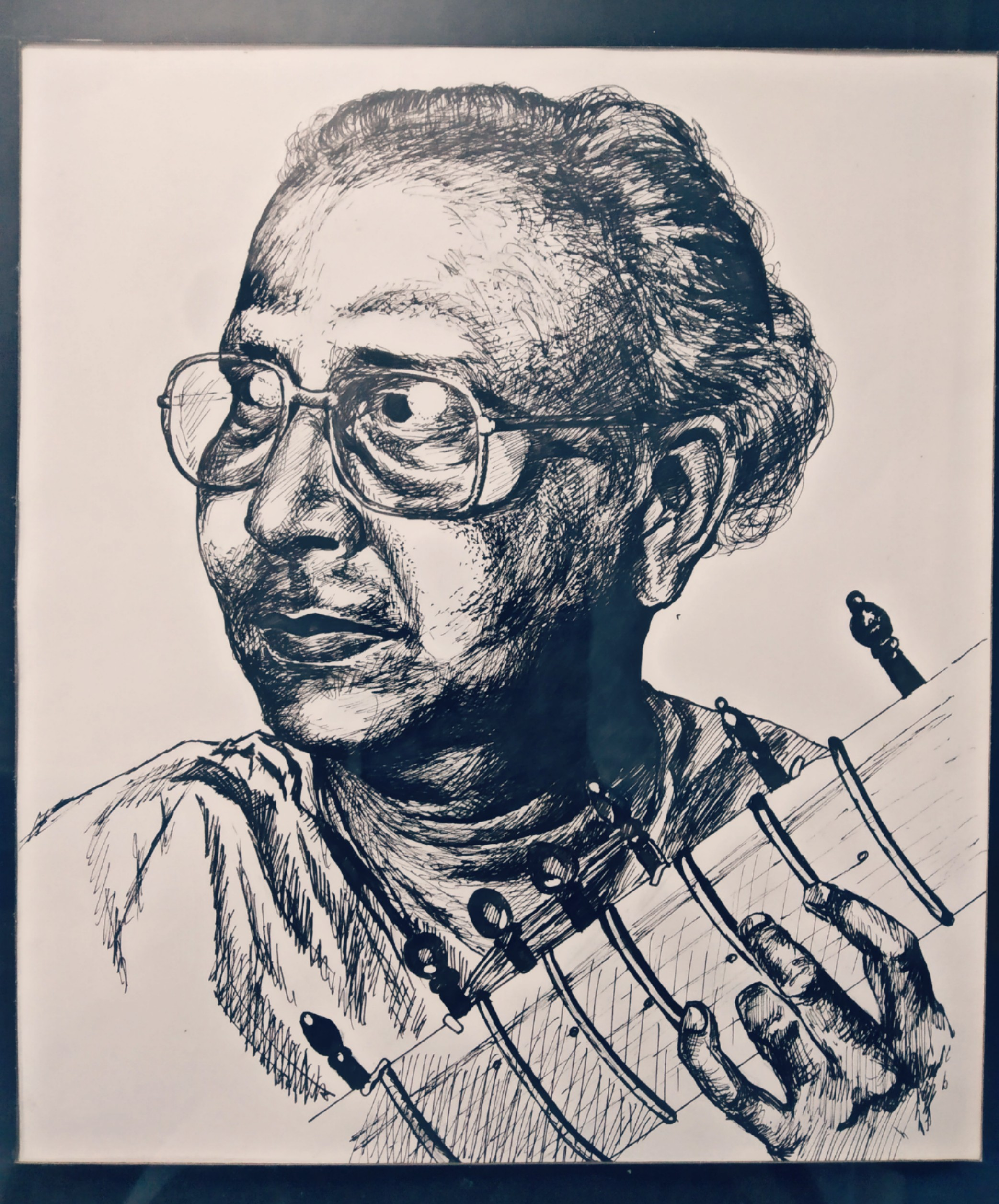
Nikhil Banerjee. Zeichnung nach einem Foto von 1980

Nikhil Banerjee (bengalisch নিখিল ব্যানার্জী, Nikhil Byānārjī; * 14. Oktober 1931 in Kolkata; † 27. Januar 1986 ebenda) war ein indischer Sitarspieler.

## Leben und Wirken
Mit fünf Jahren begann er Sitar zu spielen. Als Neunjähriger gewann er die All-Bengal Sitar Competition. Daraufhin wurde er der jüngste Angestellte des Radiosenders All India Radio, für den er die nächsten fünf Jahre Konzerte einspielte. 
Ab 1947 nahm Banerjee Unterricht bei dem Sarodspieler Allauddin Khan in Maihar bis zu dessen Tod 1972. Es folgten weitere fünf Jahre Unterricht bei dessen Sohn Ali Akbar Khan, der ebenfalls Sarod spielte. Banerjee ist zwar wie Ravi Shankar von seiner Ausbildung mit dem Stil der Maihar-Gharana verbunden, entwickelte aber einen eigenen und sehr persönlichen Stil, der sich von dem seines berühmteren Kollegen deutlich unterscheidet.
Die ersten Auftritte außerhalb Indiens fanden 1955 in Polen, der UdSSR, China und 1967 erstmals in den USA statt. An der Universität Berkeley in Kalifornien dozierte Banerjee regelmäßig und gab Konzerte. 1968 verlieh ihm die indische Regierung den Zivilorden Padma Shri. Im gleichen Jahr verlieh ihm die Sangeet Nagat Akademie den Titel Outstanding musician of the year.
Nikhil Banerjee gilt als einer der virtuosesten und stilbildenden Sitarspieler, dessen Musik eine hohe emotionale Tiefe und melodische Komplexität aufweist. Seine Variationen (Tans) lassen sich mit barocken Koloraturen vergleichen. 
Er hinterlässt zahlreiche Einspielungen, viele sind Mitschnitte von Live-Konzerten, in denen sich seine klare, machtvolle Entwicklung eines Ragas am besten zeigt.

## Diskografie (Auswahl)
- Afternoon Ragas. Tabla: Kanai Dutta. Rotterdam 1970, als CD bei Raga Records 1992
- Rag Hemant. Tabla: Kanai Dutta. Amsterdam 1970, als CD bei Raga Records 1994
- Live: Misra Kafi. 1982
- The Hundred-Minute Raga: Purabi Kalyan (live). 1982
- Rag Gawoti. Tabla: Abhijit Banerjee. Amsterdam 1984, als CD bei Raga Records 1996
- Immortal Sitar of Pandit Nikhil Banerjee, Ragas: Purabi Kalyan, Zila-Kafi, Kirwa. Tabla: Anindo Chatterjee, Chanda Dhara, Stuttgart 1986, SNCD 8886
- Master Of The Sitar 1986, LP (AMIGA, DDR)
- Nikhil Banerjee. Sitar Recital. The Grammophone Company of India, Calcutta 1989, EMI CD-PSLP 5072
- Raga Piloo. Tabla: Anindo Chatterjee, Audiorec Limited, London 1989, ARCD 2005
- Nikhil Banerjee Live. Tabla: Swapan Chaudhuri, (Berkeley, 23. Oktober 1982) Raga Records, New York 1990, RAGA-204
- Lyrical Sitar. 1991
- Live at De Kosmos: Amsterdam 1972. Als CD 1995
- The KPFA Tapes: Berkeley 1968. Als CD 1995
- Le Sitar Du Pandit. Als CD 1996
- Raga Patdeep. Als CD 1996
- Genius of Pandit Nikhil (live). Als CD 1998
- Berkeley 1968. Als CD 1998
- Live Concert, Vol. 2: India's Maestro of Melody. Als CD 1999
- Pandit Nikhil Banerjee (live). Als CD 1999
- Total Absorption. Als CD 2000
- Banerjee Live in Munich 1980. Als CD 2000
- Morning Ragas: Bombay Complete Concert 1965 (live). Als CD 2000
- Musician's Musician. Als CD 2001
- India's Maestro of Melody: Live Concert, Vol. 5. Als CD 2002
- Alltime Classic, Vol. 1: Raag Bageshree (live). Als CD 2004